# Lužany (kraj pilzneński)
Lužany – gmina w Czechach, w powiecie Pilzno Południe, w kraju pilzneńskim. Według danych z dnia 1 stycznia 2013 liczyła 632 mieszkańców.